# Behsud (Nangarhar)
Behsud, eller Bihsud, är ett distrikt i Afghanistan. Det ligger i provinsen Nangarhar, i den östra delen av landet, 120 kilometer öster om huvudstaden Kabul.
Distriktet beräknades år 2022 ha cirka 133 000 invånare.